# Chlewisk Dolny
Chlewisk Dolny – wieś w Polsce położona w województwie podlaskim, w powiecie sokólskim, w gminie Suchowola.
Administracyjnie wsie Chlewisk Dolny i Chlewisk Górny tworzą sołectwo Chlewisk Dolny i Górny.
W latach 1975–1998 miejscowość administracyjnie należała do województwa białostockiego.
Wierni kościoła rzymskokatolickiego należą do parafii św. Apostołów Piotra i Pawła w Suchowoli.